# Crocus des prairies
Espèce
Le crocus des prairies, aussi appelé Pulsatilla patens, Pulsatilla ludoviciana ou Pulsatilla nuttaliana, est une espèce de plant à fleur native de l'Amérique du Nord. Les fleurs, dont la couleur varie de blanc à lavande, sont munies, sur leur face extérieure, de poils qui les protègent des changements de température soudains.
Elle est la fleur officielle de la province canadienne du Manitoba.

## Habitat
Cette plante peut être retrouvée dans des milieux secs, sablonneux et rocheux dans la toundra, la lande et la forêt. Elle préfère les terres sablonneuses et bien drainées. Elle ne grandit pas fréquemment sur les terres dérangées par l'activité humaine.

## Physiologie
Cette plante herbacée possède une tige qui émerge d'un rhizome tôt au printemps et qui peut mesurer 10 à 55cm de longueur. Ses feuilles sont soyeuses, en verticille, se trouvent juste au-dessous de la fleur et mesurent entre 3 et 6cm de longueur.
Ses fleurs sont composés de sépales (et non de pétales) et ses fleurs sont solitaires, grandes, terminales, bisexuées, de couleur blanche à mauve et de symétrie régulière. Les 5 à 7 sépales mesurent de 3 à 5 cm de long et ils ont une face extérieure poilue. Leur couleur, qui est mauve à un jeune âge, blanchit avec le temps. Les fruits sont des akènes secs, aplatis, laineux et mesurant de 4 à 6mm de long. Cette plante est considérée légèrement toxique.
Cette plante vivace fleurit de la fin de Mai à la fin de Juin.

## Emblème du Manitoba
Cette fleur fut choisie comme fleur officielle du Manitoba suivant un vote non-officiel par les étudiants de la province. En 1906, le Manitoba fut la première province du Canada à adopter un emblème floral.[réf. nécessaire]